# Стефан Вуль
Стефан Вуль (или Вюль, (фр. Stefan Wul), настоящие имя и фамилия — Пьер Пейро (фр. Pierre Pairault); 27 марта 1922, Париж — 26 ноября 2003) — французский писатель-фантаст.

## Биография
Пьер Пейро изучал литературоведение и философию, но после сдачи экзаменов решил учиться стоматологии. Своё образование закончил в 1941 году, после чего работал хирургом-дантистом с 1945 до выхода на пенсию в 1989 году. Очень много путешествовал: был в Германии, Испании, Марокко, Тунисе, Египте, Великобритании. Жил в 80 км от Парижа в дер. Эра (l’Eure), отдавал литературе всю первую половину дня, а после обеда занимался своими прямыми обязанностями дантиста.

## Творчество
Сочинительством Пьер Пейро занимался с детства, но профессионально писать стал с 1952 года. Первая публикация в жанре научной фантастики — «Адская луна» (Inferno Mond) (1956).
С 1956-го по 1959 год он написал и опубликовал под псевдонимом «Стефан Вуль» 11 фантастических романов, самыми популярными из которых считаются «Храм Прошлого» и «Сиротка Пердиды».
Во втором романе «Нюрк» (Niourk, 1957) изображён мир после катастрофы (ядерной войны), скатившийся к варварству, в котором герой-подросток ищет руины легендарного города Нюрка (Нью-Йорка), следует описание затонувшего мира.
Многоплановый сюжет романа «Храм Прошлого» (Le Temple du pass) (1958) построен вокруг робинзонады земной экспедиции, потерпевшей кораблекрушение на далёкой планете.
В конце 1950-х стал культовым писателем для франкоязычных читателей. Некоторые из его работ используются как пример для подражания (шаблон) для многих современных популярных научно-фантастических фильмов.
После 18-летнего литературного молчания в 1977 году издал ещё один, последний роман «Ноо» и на этом карьеру фантаста закончил.
Произведения Стефана Вуля, написанные в приключенческом ключе или представляющие собой космическую оперу, были настолько читабельны, что и по сей день неоднократно переиздаются во Франции и других странах.

## Избранные произведения
Автор двенадцати фантастических романов, десятка рассказов, переведенных более чем на 20 языков мира, а также шпионского романа
- Inferno Mond («Retour à zéro»). (1960).
- Niourk. Roman ISBN 2-07-041953-3 (1957).
- Rayons pour Sidar. Roman. ISBN 978-2-07-034547-2 (1957).
- La Peur Géante. Roman. ISBN 2-207-24735-X (1957).
- Oms en Série. Roman. ISBN 2-07-041560-0 (1957).
- Le Temple du passé. Roman. ISBN 2-207-50577-4 (1957).
- L’Orphelin de Perdide. ISBN 2-207-50536-7 (1958).
- La Mort vivante. ISBN 2-266-00628-2 (1958).
- Piège sur Zarkass. ISBN 2-207-50576-6 (1958).
- Terminus 1. ISBN 2-207-50570-7 (1959).
- Odyssée sous contrôle. ISBN 2-207-50561-8 (1959). // «Одиссея для двоих», ISBN 5-85025-071-9 (перевод с французского Г. Игнатенко, Е. Кукоба), серия «Мастера фантастики», том 13, Одесса, 1990 г.
- Noô. ISBN 2-07-042278-X (1977).

## Экранизации
- В 1973 году французский режиссёр Рене Лалу снял по мотивам приключенческого романа Стефана Вуля «Серийный выпуск омов» (или «Омс дюжинами») (Oms en série, 1957) полнометражный мультипликационный фильм «Дикая планета».
- В 1982 он же снял по мотивам романа «Сиротка Пердиды» полнометражный мультипликационный фильм «Властелины времени».

## Награды и премии
- 1986 — Премия Жюли Верланже (фр.) за роман «Ноо»